# Zygopetalinae
Sous-tribu
La sous-tribu des Zygopetalinae est une sous-tribu d'Orchidées à l'intérieur de la sous-famille des Epidendroideae. Elle comprend 28 genres et environ 420 espèces, principalement d'orchidées épiphytes caractérisées par leurs quatre pollinia aplatis et un petit stigmate étroit.

## Taxonomie et phylogénie
Traditionnellement la sous-tribu des Zyogopetalinae était rangée dans la tribu des Maxillarieae, mais les recherches sur leur ADN menées par Cameron, Chase  et alii en 1999 et poursuivies par Chase et alii en 2005 ont démontré que ce dernier groupe faisait partie de la grande tribu monophylétique des Cymbidieae.

## Genres
- (Acacallis)
- (Ackermania)
- Aganisia
- Batemannia
- Benzingia
- Chaubardia
- Chaubardiella
- Cheiradenia
- Chondrorhyncha
- Chondroscaphe
- Cochleanthes
- Cryptarrhena
- Dichaea
- Galeottia
- Huntleya
- Kefersteinia
- Koellensteinia
- Neogardneria
- Otostylis
- Pabstia
- Paradisanthus
- Pescatoria
- Promenaea
- Stenia
- Warrea
- Warreella
- Warreopsis
- Zygopetalum
- Zygosepalum